# Ludvig Nobel (1868–1946)
Ludvig Immanuel Nobel, född 17 februari 1868 i Stockholm, död där 24 april 1946, var en svensk ingenjör. Han var son till Robert Nobel.

## Biografi
Ludvig Nobel studerade vid Tekniska högskolan, blev civilingenjör 1890 och studerade därefter vid Polytechnicum i Zürich. Han var kemist vid Kristiania cementfabrik 1891–92 och direktör för Vågfabriks AB Stathmos i Nynäshamn. År 1905 inköpte han ett markområde väster om Båstads köping, där han 1907 startade AB Båstads villaområde för administrering av det av honom anlagda villaområdet, från 1923 AB Västra Båstad. Ludvig Nobel var bolagets VD och styrelseordförande till sin död. Han lät där uppföra en mängd villor för badgäster, anlade 1906 Båstads vattenledningsverk, 1916–18 bostadshotellet Skånegården, anlade 1924–25 tennisbanorna samt 1928–30 golfbanorna . 
Nobel var även VD för AB Båstads badhotell från 1913, Båstads badanstalts AB från 1916 och AB Skånegården från 1917. Han bedrev även en engagerat intresse för regionens kultur, natur och fornminnen, var ordförande i Bjäre härads hembygdsförening från dess bildade 1929 till sin död och styrelseledamot i Svenska Naturskyddsföreningen. Ludvig Nobel gick allmänt under namnet "Båstads-Kungen".